# 2019년 대한민국
다음은 2019년 대한민국에서 일어났던 사건들을 정리해 놓은 문서이다.

## 재임자
제6공화국 (문재인 정부)
- 대통령 : 문재인
- 국무총리 : 이낙연

## 사건

### 1월-3월
- 3월 29일
  - 3차 FX 사업에서 최종 선발된 F-35A 라이트닝II 블록 3F 버전이 초도물량으로 대한민국 공군에 인도되었다.

### 4월~6월
- 6월 2일 - 대중가수 방탄소년단의 영국 웸블리 스타디움에서 영국 시간 1일에 공연 소식이 국내에 전해졌다.[1]

### 7월~9월
- 9월 9일 - 닥터헬기가 야간 운행을 시작하였다.[2]

### 10월~12월
- 10월 2일 - 사모펀드인 MBK파트너스와 우리은행이 롯데그룹 계열사이던 롯데카드의 새 주인이 됐다.[3]
- 12월 6일 - 노태우 전대통령 장남이 광주 5.18 묘역을 3개월만에 재방문하였다.[4]
- 12월 27일 - 헌법재판소는 27일 박근혜 정부가 체결한 일본군 ‘위안부’ 피해자 문제 합의(이하 12·28합의)가 정치적 합의에 불과해 피해자들의 기본권을 침해하지 않는다며 헌법소원 심판 대상이 아니라고 판단했다.[5]